# Рудольф, Марко
Марко Рудольф (нем. Marco Rudolph, родился 22 мая 1970, Циттау, ГДР) — немецкий профессиональный боксёр, Чемпион мира по боксу среди любителей, призёр Олимпийских игр, бронзовый призёр чемпионата мира (1995 год) и Европы.

## Любительская карьера
В 1995 году Рудольф завоевал бронзовую награду на домашнем чемпионате мира в Берлине.
В первом круге соревнований немцу достался молодой, талантливый боксёр из США Диего Корралес. На протяжении первых двух раундов Рудольф прессинговал соперника, постоянно тревожа его джебом и «двойками». Американец действовал в контратакующей манере, стараясь уйти от передней руки оппонента и встретить Марко серией быстрых лёгких ударов. В стартовом раунде Рудольф оказался точнее (4:2). Однако во второй трёхминутке Корралес стал продуктивнее защищаться корпусом, частично нейтрализовал выверенный джеб немецкого боксёра и провёл несколько результативных атак. Успехи американца позволили ему сравнять счёт поединка. Но в концовке раунда Рудольф перестроился и сделал ставку на одиночные правые прямые. Два акцентированных попадания Марко справа помогли ему сохранить преимущество в счёте перед завершающим раундом (7:5). В начале третьего отрезка боя немец вновь достал Корралеса джебом и правым прямым, а затем вплоть до финального гонга не позволял бросившемуся в атаку сопернику нанести ни единого чистого удара. В итоге судьи зафиксировали победу Марко Рудольфа со счётом 10:5..
В 1/8 финала немецкий боксёр уверенно победил Алехандера Трухильо (Пуэрто-Рико) (по очкам, 9:0). В четвертьфинале Рудольф выиграл у россиянина Пааты Гвасалия (по очкам, 10:5). На полуфинальной стадии Марко встретился с Леонардом Дорофтеем из Румынии и уступил по очкам 5:13, завоевав бронзовую медаль первенства.